# 南特足球俱乐部
南特足球俱乐部（法語：FC Nantes） 是一間位於法國南部大西洋盧瓦爾省區南特市 的足球會，現時位列法國甲組足球聯賽。南特自六十年代以來已贏過八屆法甲聯賽冠軍，最近兩屆則是1995和2001年。南特也曾經晉身1996年歐洲聯賽冠軍盃準決賽階段，可惜不敵祖雲達斯被 淘汰出局。
2006至07年球季，南特在法甲聯賽表現不濟，季中一度邀請前國家隊門將把關，可惜球隊仍然無法爭取佳績，最終於2007年5月9日正式宣布降班，是44年來首次降落乙組聯賽。
2008年，南特即升回法甲，但在接下来的赛季中，他们在积分榜上排名第19位，被降回法乙。在法乙度过3个赛季后，南特在2013年再次升上法甲。

## 球會榮譽
| 榮譽                  | 次數        | 年度                                                           |
| 本 土 聯 賽           | 本 土 聯 賽 | 本 土 聯 賽                                                    |
| --------------------- | ----------- | -------------------------------------------------------------- |
| 法國甲組聯賽冠軍      | 8次         | 1965年，1966年，1973年，1977年，1980年，1983年，1995年，2001年 |
| 本 土 盃 賽           |             |                                                                |
| 法國盃冠軍            | 4次         | 1979年，1999年，2000年，2022年                                 |
| 法國盃亞軍            | 6次         | 1966年，1970年，1973年，1983年，1993年，2023年                 |
| 超級盃冠軍            | 3次         | 1965年，1999年，2001年                                         |
| 法國聯賽盃(舊制)冠軍  | 1次         | 1965年                                                         |
| 歐 洲 賽 事           |             |                                                                |
| Coppa delle Alpi 冠軍 | 1次         | 1982年                                                         |

## 著名球員
- (Claude Makélélé)
- （Christian Karembeu）
- (Didier Deschamps)
- （Marcel Desailly）
- （Viorel Moldovan）
- 馬里奧·耶佩斯（Mario Yepes）
- （Mickael Landreau）
- (Fabian Barthez)
- （Christian Wilhelmsson）
- 埃米利亚诺·萨拉  (Emiliano Sala)

## 外部連結
- （法文）南特官方網站